# دوبكي (ماغادان)
دوبكي (بالروسية: Дубки) هي مدينة في مقاطعة ماغادان أوبلاست في روسيا.
يبلغ عدد سكانها حوالي 392 نسمة.